# 계란초
계란초(鷄卵醋) 또는 초계란(醋鷄卵)은 삶은 달걀 반 개에 채썰거나 얇게 저민 오이와 초고추장을 올려내는 간식이다. 1990년대에서 2000년대 초 인천 초·중·고등학교 앞 분식집에서 100~200원에 팔았다.

## 같이 보기
- 마야이 파수아